# Luperosaurus yasumai
Luperosaurus yasumai — вид геконоподібних ящірок родини геконових (Gekkonidae). Ендемік Філіппін.

## Поширення і екологія
Luperosaurus yasumai відомі за типовим зразком, зібраним на острові Калімантан, у 45 км на південний захід від міста Самаринда. Вони живуть в тропічних лісах.